# Nokia 5800
Nokia 5800 XpressMusic (Tube) je smartphone a přenosné zábavní zařízení od společnosti Nokia, první s dotykovým displejem. Tento telefon funguje na platformě S60 Symbian 9.4 5th.
Je součástí řady XpressMusic telefonů, u kterých je kladen důraz na hudbu a přehrávání multimédií. Odporový dotykový displej s hmatovou zpětnou vazbu lze ovládat jak prstem, tak i přiloženým stylusem.
Nokia 5800 je kompatibilní s aplikacemi Java, které nejsou primárně určeny pro dotykové displeje. Tento režim funguje tak, že u některých aplikací využívá část displeje pro zobrazení základních tlačítek potřebných pro správnou funkci programu, u ostatních aplikací se program spustí přes celý displej a je možné ho běžně ovládat.
23. ledna 2009 Nokia oznámila, že byl prodán miliontý kus 5800 XpressMusic. 16. dubna 2009 to bylo již 2,6 milionu kusů. Ve druhém čtvrtletí, tedy do 16. července 2009 3,7 milionu kusů a více než 6,8 milionu kusů bylo celkem prodáno rok od uvedení na trh.
Po aktualizaci firmware V20 má nyní Nokia 5800 Xpress Music vyšší rychlost procesoru, zvýšila se z 369 MHz na 434 MHz a má tedy stejnou taktovací frekvenci jako Nokia 5530 a N97. Další zvýšení výkonu může přijít s aktualizací na firware V30.